# Мухаммад ибн Сауд
Муха́ммад ибн Сау́д (ок. 1710—1765) — эмир Эд-Диръии (1726—1744), основатель и первый правитель первого саудовского государства (Дирийский эмират) (1744—1765).

## Биография
Представитель арабского рода Аль Мукрин, происходившего из племени Бану Ханифа. Сын эмира Эд-Диръии Сауда ибн Мухаммада, правившего в 1720—1725 годах.
В конце XVII — начале XVIII века Неджд — центральная часть Саудовской Аравии — представляла собой совокупность разрозненных бедуинских племён и оазисов, враждовавших между собой и с племенами из соседних регионов. Некоторые племена и оазисы платили дань шерифам Мекки и регулярно подвергались нападениям хиджазцев. Однако голод и внутренние неурядицы подорвали могущество Хиджаза, и с 1720-х годов они прекратили рейды в Центральную Аравию. Воспользовавшись этим, на востоке Аравии возвысился шейх Баррак из племени Бану Халид, начавший набеги на Неджд. В то время отсутствовала единая сила, способная объединить разрозненные племена Неджда. В каждом племени был свой шейх, а в каждом оазисе — свой эмир, и все они постоянно конфликтовали друг с другом.
В начале XVIII века в Аравии появился богослов Мухаммад ибн Абд аль-Ваххаб. Он призывал вернуться к «истинному единобожию», отвергал культ святых и прочие новшества, возникшие в исламе за тысячу лет, осуждал разнообразные местные доисламские верования, все ещё широко распространенные среди бедуинов и зачастую сливавшиеся с исламом. Мухаммад ибн Абд аль-Ваххаб проповедовал в Басре, Хураймале и Уяйне, но нигде не находил понимания. Около 1744 года Ибн Абд аль-Ваххаб обосновался в Эд-Диръии, где у него было несколько последователей, включая двух братьев эмира и его жену.
В это время Эд-Диръия была небольшим и бедным городком. Мухаммед ибн Сауд из племени аназа укрепился на эмирском троне в 1726 году после ряда междоусобиц. Очень скоро он проникся идеями Мухаммада ибн Абд аль-Ваххаба и оценил его возможности. Отрицая табакокурение, ношение шелковых одежд и проведение шумных празднеств, ваххабиты привлекали на свою сторону противников османской знати, отличавшейся невоздержанным образом жизни. А принцип единобожия, отказа от местных культов стал стержнем, вокруг которого объединились прежде разрозненные арабские племена.
После прибытия в Эд-Диръию Мухаммада ибн Абд аль-Ваххаба эмир Мухаммад Ибн Сауд стал проводить набеги под знаменем обновленной религии, благодаря которой стал быстро набирать авторитет среди окружающих племен. На первых порах ему помогал Усман ибн Муаммар, эмир Уяйны, жалевший, что в своё время оттолкнул от себя Мухаммада ибн Абд аль-Ваххаба. Но учитель не простил Усману обиды. Того обвинили в измене (тайных сношениях с эмиром Эль-Хасы) и убили прямо во время пятничной молитвы.
Другим противником Ибн Сауда был эмир Эр-Рияда Даххам ибн Даввас. Мухаммед совершил на Эр-Рияд несколько успешных набегов и в 1757 году построил близ города крепость, стеснявшую действия Даххама. В начале 1760-х годов Даххаму пришлось признать верховенство Ибн Сауда. Тогда же потеряла независимость Айяна, где был посажен полностью покорный Саудитам правитель.
В конце 1764 года Саудитам пришлось столкнуться с крупным набегом кочевников из Наджрана. После поражения, благодаря ловкости Ибн Абд аль-Ваххаба, ибн Сауду удалось заключить с наджранцами перемирие прежде, чем к тем подошло подкрепление из Эль-Хасы. Несмотря на то, что отряды хасцев были вооружены пушками и к ним присоединились эмиры Эр-Рияда и Эль-Харджа, взять Эд-Диръию они не смогли.
В 1765 году эмир Мухаммед ибн Сауд скончался, оставив трон своему старшему сыну Абдель Азизу.